# Joachim Schoss

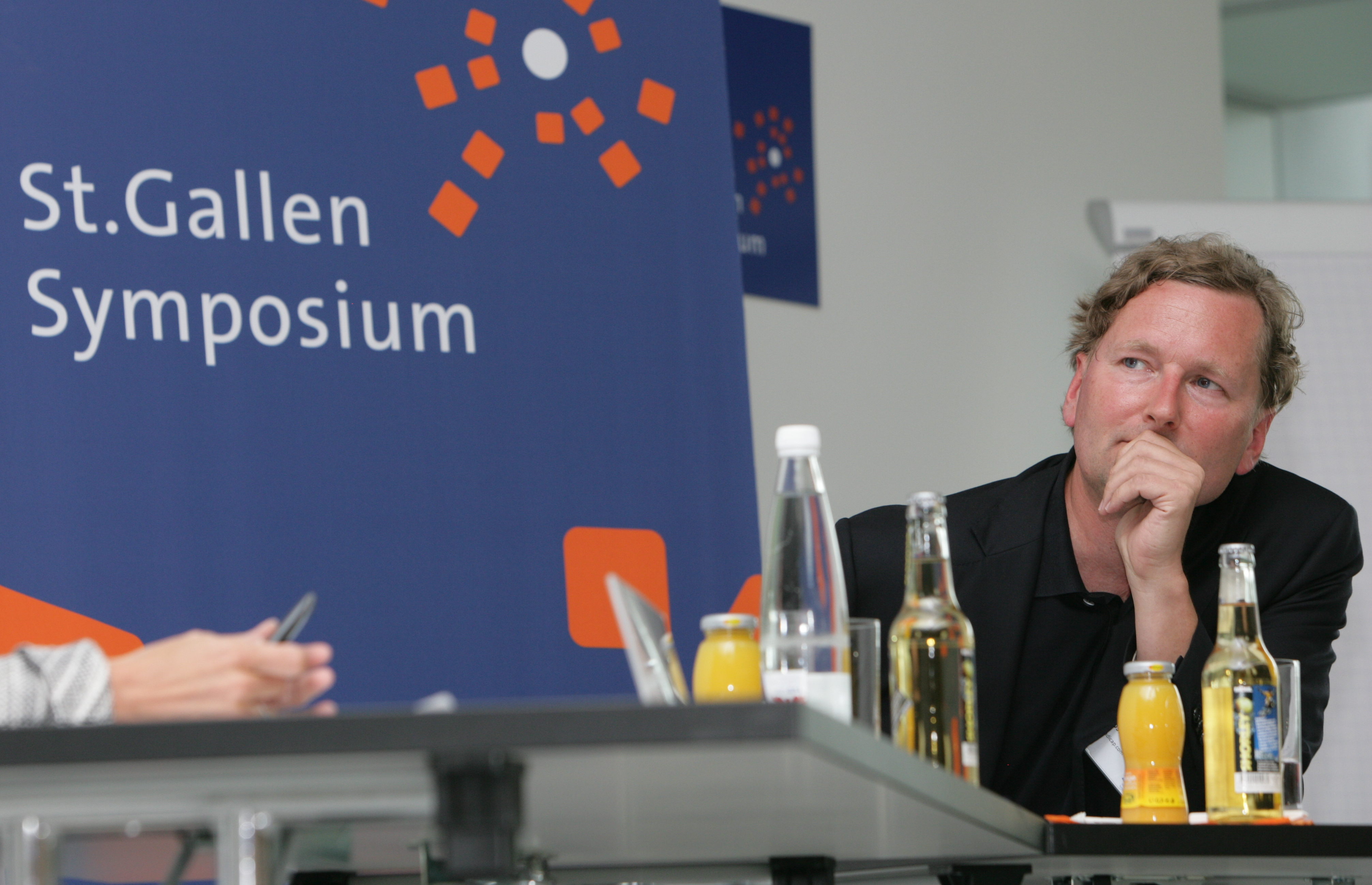
Joachim Schoss

Joachim Schoss (* 31. März 1963 in Essen) ist ein deutscher Unternehmer und Stifter.

## Leben
Joachim Schoss studierte Betriebswirtschaftslehre an der Universität Hamburg. Von 1986 bis 1990 war er als Unternehmensberater bei Gruber, Titze & Partner tätig. Anschließend war er von 1990 bis 1998 Mitgründer, CEO und beim Verkauf Mehrheitsgesellschafter der TellSell Consulting GmbH in Frankfurt. 1992 war er zusätzlich Mitgründer des Call-Centers Telcare, das 1997 mit 350 Mitarbeitern an den US-Marktführer Sykes Enterprises verkauft wurde. Im Jahr 1998 gründete er zusammen mit Arndt Kwiatkowski und der Depfa-Bank zunächst ImmobilienScout24 in Berlin und im September mit einem Investment des Metro-Gründers Otto Beisheim die Scout24-Gruppe. Im Jahr 2000 wurde er zum CEO der Muttergesellschaft Beisheim Holding Schweiz AG berufen, in die er seine Anteile an Scout24 einbrachte und an der er anschließend 30 % hielt. Das Amt als CEO von Scout24 übergab er an Christian Mangstl und blieb Verwaltungsratspräsident von Scout24 bis zum Verkauf an die Deutsche Telekom im Jahr 2003.
Im November 2002 wurde Joachim Schoss Opfer eines schweren Verkehrsunfalls in Südafrika, als sein Motorrad von dem betrunkenen Fahrer eines Golfs gerammt wurde. Bei dem Unfall verlor er seinen rechten Arm sowie sein rechtes Bein und überlebte nur knapp, entgegen den Prognosen der Ärzte, unter anderem durch die Zuführung von 60 Liter Blutkonserven. 2004 rief er die Stiftung MyHandicap ins Leben, die als gemeinnützige Organisation ein Internetportal für Behinderte betreibt. Schoss ist seit der Gründung Stiftungspräsident von MyHandicap. Die Idee zur Gründung der Stiftung entstand im Zuge der Rehabilitation, da es damals kein Informationsportal für Behinderte gab.
Im Jahr 2020 gründete Joachim Schoss die globale EnableMe Foundation.
Er ist stellvertretender Aufsichtsratsvorsitzender und Gesellschafter des Bankhauses Herzogpark.
Joachim Schoss wohnt in Feusisberg. Er ist in zweiter Ehe verheiratet und hat acht Kinder.

## Auszeichnungen
Im Februar 2002 wurde er vom Schweizer Wirtschaftsmagazin Bilanz zum „Business Angel des Jahres“ gewählt. 2010 wurde ihm die Arosa Humorschaufel verliehen.